# Yong Siang Tang
Yong Siang Garie Tang (ur. 1990) – singapurski zapaśnik walczący w stylu wolnym. 
Zajął trzynaste miejsce na mistrzostwach Azji w 2016. Brązowy medalista mistrzostw Azji Południowo-Wschodniej w 2025 roku.